# Spade Ulfberht
Le spade Ulfberht sono circa 170 spade medievali trovate in Europa, datate tra i secoli IX e XI, con lama a "sguscio" e contenente l'iscrizione +VLFBERH+T o +VLFBERHT+.

## Descrizione
Queste spade si collocano in un punto intermedio tra le spade vichinghe e le spade d'armi dell'Alto Medioevo. La maggior parte sono di tipo X secondo la catalogazione di Oakeshott. Con queste spade si ha anche l'inizio della pratica altomedioevale di inscrivere le lame. Il lato opposto delle lame contiene trame geometriche, normalmente intrecci di linee verticali. Numerosi esemplari mostrano queste trame geometriche, ma non contengono l'iscrizione.
Le spade Ulfberht furono fabbricate durante un periodo in cui in Europa le spade erano create, principalmente, dall'unione di più materiali; dopo il 1000 grazie alla disponibilità di barre grezze di acciaio prodotto mediante crogioli si ebbe un incremento di spade fabbricate con acciaio di alta qualità. Le spade Ulfberht sono state prodotte con una grande varietà di acciai e metodi di produzione: per esempio da una tomba del X secolo di Nemilany, Moravia, è stata estratta una spada con la parte centrale composta da più materiali ottenendo così una lama rinforzata. Un altro esempio è la presenza di lame create con acciaio di ottima qualità, probabilmente importato dall'Asia centrale.

## Numeri e distribuzioni
Circa 170 spade sono state identificate come Ulfberht in Europa, per di più nel nord del continente. La maggior parte, 44 spade, sono state rinvenute in Norvegia; subito dopo si collocano i ritrovamenti in Finlandia con 31 spade, a seguire: 14 in Germania; 24 in Svezia; 12 in Russia; 9 in Estonia; 7 in Lettonia e in Polonia; 6 in Ucraina; 4 in Gran Bretagna; 3 in Danimarca e nei Paesi Bassi; 2 in Belgio, Croazia, Repubblica Ceca, Islanda, Irlanda, Lituania; 1 in Bielorussia, Francia, Italia, Spagna, Svizzera. L'esatto numero di spade ritrovate è dibattuto a causa del fatto che di alcuni esemplari si hanno solo dei frammenti, per altri la scritta è simile con alcune varianti.
La prevalenza di ritrovamenti di spade Ulfberht nel nord Europa non implica di per sé che tali spade siano state usate diffusamente solo in questi luoghi e non in altri come in Francia; la pratica pagana di riporre le armi nelle tombe dei guerrieri ha grandemente influito su questi ritrovamenti, mentre i ritrovamenti in Europa continentale e in Gran Bretagna sono limitati a recuperi di spade smarrite, ad esempio nei letti dei fiumi. I vichinghi pensavano che le armi sarebbero servite al defunto anche dopo la morte, inoltre molte spade di nemici defunti venivano scaldate e piegate perché c'era la convinzione che dopo aver ucciso un nemico bisognava "uccidere" anche la sua spada per evitare che tornasse indietro armato per vendicarsi, e per lo stesso motivo non veniva riutilizzata la spada di un defunto.

## Datazione
Le spade Ulfberht originali sono datate tra il IX e il X secolo, ma spade con l'iscrizione Ulfberht vennero fabbricate almeno fino alla fine dell'era vichinga nell'XI secolo. Un esempio è una spada trovata in Germania dell'est, datata all'XI secolo o, possibilmente, inizio del XII secolo: questo è l'unico esemplare a presentare la firma Vlfberht con un'iscrizione cristiana "in nomine domini" (+IINIOMINEDMN).

## Origine
Non sono conosciuti i fabbri che nel giro di circa due-tre secoli hanno prodotto tali spade, né il luogo di produzione. Ci sono alcune ipotesi.
Un'ipotesi è basata sul nome "Ulfberht" che sembra essere di origine franca, ossia dell'impero medioevale che includeva le attuali Francia e Germania. Il nome Wulfbert (in lingua alto-tedesca antica Wolfbert, Wolfbrecht, Wolfpert, Wolfperht, Vulpert) era usato nei secoli tra l'VIII e il X. Si ritiene che il luogo di produzione più probabile delle spade Ulfberht sia in Renania, cioè in Austrasia, la parte centrale del reame franco, successivamente divenuto parte del Ducato originario di Franconia. Una spada trovata in Bassa Sassonia nel 2012 contiene piombo nell'elsa e da un'analisi è stato dimostrato che la sua origine d'estrazione sia la regione del Taunus, rinforzando così questa ipotesi. La presenza di una croce davanti al nome è anomala per indicare un nome di una persona comune.
Un'altra ipotesi è che l'origine sia la Chiesa Cattolica Romana, all'epoca produttrice e commerciante di armi; la croce greca davanti al nome potrebbe indicare il nome di un vescovo o di un abate o probabilmente anche il nome di un monastero.
Entrambe le ipotesi sembrano non reggere di fronte al fatto che tali spade siano entrate in possesso dei vichinghi in così gran numero, quando, all'epoca, era vietato commerciare con gli scandinavi.
Alan Williams, uno dei maggiori esperti mondiali sulle armi d'acciaio antiche, ha analizzato le spade Ulfberht. Il ferro è materiale tenero ed è necessario aggiungere carbonio per aumentarne la durezza e trasformarlo in acciaio, ma non tutti gli acciai sono uguali: per produrre acciaio di ottime qualità occorre raggiungere alte temperature che permettono al ferro di combinarsi con una percentuale maggiore di carbonio. L'analisi dell'acciaio presente in 44 spade Ulfberht ha rilevato che le spade +VLFBERHT+, 33 di quelle analizzate, contengono impurità, dette "scorie", che le rendono fragili (possono spezzarsi in battaglia e con l'uso). Tale acciaio è di bassa qualità ed era assai diffuso in Europa all'epoca; infatti l'analisi di migliaia di spade europee di questo periodo ha confermato la presenza di un'analoga bassa qualità nell'acciaio utilizzato. Le spade Ulfberht incise con +VLFBERH+T, 11 di quelle analizzate, invece, non contengono impurità e un'analisi al microscopio ha permesso di vedere che l'acciaio è uniforme; inoltre tale acciaio contiene circa tre volte più carbonio rispetto all'acciaio in circolazione all'epoca in Europa. Questo acciaio ha delle similitudini con quello prodotto attualmente, rendendolo di ottima qualità. Un acciaio con queste caratteristiche era producibile in quei tempi solo usando un crogiolo e ad alte temperature (circa 1.650 gradi centigradi), ma queste tecnologie non erano presenti in Europa all'epoca e non lo saranno per altre centinaia di anni.
I vichinghi non erano di sicuro in grado di produrre tale tipo di acciaio, ma erano abili navigatori, questa caratteristica permise loro di raggiungere l'America Settentrionale e l'Asia, tramite il Volga e il Mar Mediterraneo. Nell'Asia centrale veniva prodotto l'Acciaio Damasco, materiale simile a quello usato nelle spade Ulfberht +VLFBERH+T. L'ipotesi è che i vichinghi abbiano commerciato per entrare in possesso dell'Acciaio Damasco. Sono state ritrovate in tombe vichinghe numerose testimonianze di questi commerci, ad esempio: una statuetta di Buddha trovata su un'isola a ovest di Stoccolma ed originaria dell'India; un anello con l'iscrizione "Allah"; migliaia di altri artefatti provenienti dall'est, comprese molte monete islamiche. La coincidenza interessante è che la maggior parte delle spade Ulfberht sono datate tra l'800 e la metà dell'anno 1000, periodo nel quale la rotta del fiume Volga era utilizzata dai vichinghi. Dopo l'XI secolo tale rotta venne chiusa e la manifattura di tali spade in pratica terminò.
Non esiste nessuno scritto dell'epoca che riporti il nome Ulfberht o che ne dia degli indizi. Quello che si può ipotizzare è che tale "marchio" sia stato usato per indicare la qualità del prodotto.

## Efficacia della spada
La presenza dello "sguscio", l'avvallamento centrale della lama, permette alla spada di essere più leggera e quindi con lo stesso peso avere una lama più lunga. La presenza della punta sull'estremità della lama permette di perforare una maglia di cotta. Secondo John Clements, esperto di spade, tutto questo, oltre al fatto che l'acciaio usato nelle spade Ulfberht +VLFBERH+T era di qualità ottima, permetteva di avere una spada equilibrata, flessibile, resistente e molto efficace, senza rivali sul campo di battaglia.